# برنار کی‌رینی
برنار کی‌رینی (به فرانسوی: Bernard Quiriny) (زاده ۲۷ ژوئن ۱۹۷۸) نویسنده، منتقد ادبی و استاد حقوق عمومی در دانشگاه بورگُن‌ی در شهر دیژُن است.